# Ronde van Spanje voor vrouwen 2015
De eerste editie van de Spaanse wielerwedstrijd Madrid Challenge werd gehouden op 13 september 2015. De wedstrijd van 87 km in de straten van Madrid was ingedeeld in de UCI 1.1-categorie. De Amerikaanse Shelley Olds won de sprint van het peloton voor de Italiaanse Giorgia Bronzini en de Nederlandse Kirsten Wild.
De wedstrijd werd gereden op de laatste zondag van de Ronde van Spanje, voorafgaand aan de laatste etappe voor de mannen. De race bestond uit 15 rondes van 5,8 km, samen 87 kilometer lang en voerde langs het Palacio de Comunicaciones over het Plaza de Cibeles. Er deden 88 rensters mee bij dertien UCI-ploegen en de nationale selecties van Spanje en Portugal.
Eén jaar na de invoering van La Course by Le Tour de France op de Champs-Élysées in Parijs op de laatste dag van de Ronde van Frankrijk voor mannen, volgde een vergelijkbare eendagswedstrijd op de laatste dag van de Vuelta a España, georganiseerd door de ASO, tevens organisator van de Tour de France.

## Deelnemende ploegen
| UCI-teams          | UCI-teams                       | Nationale selectie |
| ------------------ | ------------------------------- | ------------------ |
| Alé Cipollini      | Itau Shimano Ladies Power Team  | Spanje             |
| BePink             | Liv-Plantur                     | Portugal           |
| Bizkaia-Durango    | Lointek                         |                    |
| BTC City Ljubljana | Lotto Soudal Ladies             |                    |
| BZK Emakumeen Bira | Poitou-Charentes.Futuroscope.86 |                    |
| Hitec Products     | Topsport Vlaanderen-Pro-Duo     |                    |
|                    | Wiggle High5                    |                    |

## Uitslag
| Plaats  | Naam             | Ploeg                           | Tijd     |
| ------- | ---------------- | ------------------------------- | -------- |
| Winnaar | Shelley Olds     | Alé Cipollini                   | 2u06'21" |
| 2       | Giorgia Bronzini | Wiggle Honda                    | z.t.     |
| 3       | Kirsten Wild     | Hitec Products                  | z.t.     |
| 4       | Roxane Fournier  | Poitou-Charentes.Futuroscope.86 | z.t.     |
| 5       | Lucy Garner      | Liv-Plantur                     | z.t.     |
| 6       | Eugenia Bujak    | BTC City Ljubljana              | z.t.     |
| 7       | Elena Cecchini   | Lotto Soudal Ladies             | z.t.     |
| 8       | Kelly Druyts     | Topsport Vlaanderen-Pro-Duo     | z.t.     |
| 9       | Arianna Fidanza  | Alé Cipollini                   | z.t.     |
| 10      | Sheyla Gutiérrez | Lointek                         | z.t.     |
| 11      | Aurore Verhoeven | Lointek                         | z.t.     |
| 12      | Lauren Kitchen   | Hitec Products                  | z.t.     |
| 13      | Sara Mustonen    | Liv-Plantur                     | z.t.     |
| 14      | Lenore Pipes     | BePink                          | z.t.     |
| 15      | Séverine Eraud   | Poitou-Charentes.Futuroscope.86 | + 4"     |
| 16      | Daniela Reis     | Portugese selectie              | z.t.     |
| 17      | Ana Usabiaga     | Spaanse selectie                | z.t.     |
| 18      | Polona Batagelj  | BTC City Ljubljana              | z.t.     |
| 19      | Jessenia Meneses | Itau Shimano Ladies Power Team  | z.t.     |
| 20      | Urša Pintar      | BTC City Ljubljana              | z.t.     |

2015 · 2016 · 2017 · 2018 · 2019 · 2020 · 2021 · 2022 · 2023 · 2024 · 2025